# 室内交響曲
室内交響曲（しつないこうきょうきょく）は、室内楽編成または室内オーケストラのために作曲された交響曲のことである。

## 概論
シンフォニエッタや小交響曲などと並んで、交響曲の亜種・変種の一つ。
小編成の交響曲という発想は、一見すると18世紀の、初期の交響曲やオーケストラへの先祖返りであるかのように見えるが、「室内」といった限定的な語句を加えることは、「オーケストラの団員は何名からか」といった問いが発せられたことに等しい。

## 発祥
歴史をさかのぼると、エルマンノ・ヴォルフ＝フェラーリによるピアノと管楽器、弦楽合奏のための《室内交響曲》（伊：Sinfonia da camera, 1900年作曲・出版）に始まり、それからパウル・ユオンの類似した編成の《室内交響曲》（独：Kammersinfonie, 1905年出版）が後に続いた。
基本的に保守的・伝統主義的な傾向をもつ2人の作曲家が、室内交響曲というジャンルを創り出したことは注目されてよい。それは、同時代のドイツ・オーストリアにおける交響曲のあり方への批判を読み取ることが出来るからである。ベートーヴェンの《第9番》やベルリオーズの諸作以来、ヨアヒム・ラフやブルックナーに至るまで交響曲というジャンルは、創作の意図や着想、楽器編成において膨張を続け、作曲技法においては複雑化を遂げていた。その後のマーラーにおいては、カンタータやオラトリオ、シェーナ（劇唱）、世俗歌曲との融合というように、ジャンルの越境さえ頻繁になる。
ヴォルフ＝フェラーリらは、楽器編成の節約によって透明なテクスチュアを実現し、古典的なたたずまいの楽曲構成に立ち返り、標題性を排除することによって、明晰さや簡潔さ、絶対音楽としての節度や客観性を取り戻そうとしたのであろう。しかし彼らの試みは、意欲においては新しかったものの、楽器編成そのものはルイ・シュポーアやフンメルらの世代に見られた、ピアノを含む大編成の室内楽の域を出なかった。そして、とりわけヴォルフ＝フェラーリ作品ではピアノの活躍が著しく、そのため室内交響曲というより、アルバン・ベルクの《室内協奏曲》の先駆的な存在となっている。

## 発展
1906年にアルノルト・シェーンベルクは《室内交響曲》（独：Kammersymphonie Nr.1 ）を完成させ、ウィーンで初演を行う。日本時代のクラウス・プリングスハイムは、シェーンベルク指揮のウィーン初演にピアニストとして出演し、シェーンベルク作品と共に演奏されたヴォルフ＝フェラーリの《室内交響曲》でピアノを弾いたと回想している。プリングスハイムの記憶に誤りがなければ、シェーンベルクがヴォルフ＝フェラーリの先行作品を知っており、それを念頭に置きつつ、「室内交響曲」というジャンルに独自の概念をもたらし、新たな展望を与えたことが明らかになる。一つはピアノの排除、もう一つは「室内楽」としての特性と「交響曲」としての特性を融合させるということである。室内楽の特性の一つは線的な多声音楽であるということであり、「交響曲」はこれに比べて、和声や音色の探究に比重が置かれがちである。ポリフォニックな交響曲の創作はシェーンベルク以前に、すでにブラームスやブルックナー、マーラーによって、ウィーン楽派の伝統の中で先鞭がつけられていたが、シェーンベルクは室内楽と交響曲の融合により、その方向をよりドラスティックに推し進めようとしたと見てよい。「室内交響曲」は、室内楽であるので、色彩の追究よりもポリフォニーの構成に比重が置かれなければならない。しかし室内交響曲は、交響曲でもあるので、和声の探究もないがしろにされてはならない。こうして結果的にシェーンベルクの室内交響曲は、つとに研究者が指摘しているように、「圧縮された交響曲」という性格を持つこととなる。その印象を強めるのは、《第1番》における単一楽章、《第2番》における2楽章制と循環楽想の利用のために、非常に緊密な構成が認められるからでもある。ちなみにシェーンベルクの2作目は、完成まで30年を要したものの、着想自体は《第1番》の完成と同時期の1906年にさかのぼることが分かっている。《第2番》の楽器編成は、楽器数が15しかない《第1番》より充実しており、ポリフォニックな《第1番》とは対照的に、和声的な響きの充実と色彩感の追究に主眼が置かれていることが明らかである。
シェーンベルクの試みに続いて、ウィーンで1916年にフランツ・シュレーカーが、その後フランスでダリユス・ミヨーがこのジャンルに取り組んでいる。もっともミヨーの室内交響曲は連作であり、シャルル・グノーの前例《小交響曲》（Petite Symphonie pour 9 instruments à vent）にならって《小交響曲》（仏：Petite[s] symphonie[s] ）の呼称も持っている。ショスタコーヴィチのケースは、もともと弦楽四重奏曲第8番が原曲であるうえ、ルドルフ・バルシャイによる編曲に作曲者自身が作品番号を与えた特異な事例であり、他の作曲家の室内交響曲と同列に扱うことはできない。しかしソ連では、1920年代にニコライ・ロスラヴェッツや、ロシアにおけるシェーンベルクの崇拝者ガヴリイル・ポポーフによって室内交響曲の作曲が試みられており、ショスタコーヴィチ自身の最初の交響曲も、実質的に一種の室内交響曲と呼べなくない。シェーンベルク自身の周囲では、ハンス・アイスラーやハンス・エーリヒ・アポステルらのほか、シュレーカーの門人に試みた者が多少いるに留まる。韓国の作曲家イサン・ユンは2曲の室内交響曲を残し、ジョン・アダムズや田村文生らの作品は、シェーンベルクへのオマージュであると同時にそのカリカチュアであることで有名である。
この傾向は第一次世界大戦後のストラヴィンスキーの『兵士の物語』に見られるように、来るべき経済不況による徹底的な縮小編成を先取りしたものとも考えられており、さらに弦楽のソロ編成によって管弦楽全体の新しい音色の追求が挙げられる。

## 主な作曲家と作品
- 1874年 シェーンベルク (オーストリア) - 2曲 (第1番、第2番)
- 1892年 ミヨー (フランス) - 6曲 (第1番『春』、第2番『田園』、第3番『セレナード』、第4番、第5番、第6番)
- 1947年 アダムス (アメリカ) - 1曲